# Recchia simplicifolia
Recchia simplicifolia е вид растение от семейство Surianaceae. Видът е застрашен от изчезване.

## Разпространение
Разпространен е в Мексико (Веракрус и Оахака).